# Дудка-веселушка
«Дудка-веселушка» — советский мультфильм, выпущенный в 1978 году киностудией «Беларусьфильм».

## Сюжет
По мотивам белорусской народной сказки. Рассказ в мультфильме идет о сельских жителях, которые сначала не понимали увлечения одного из них музыкой, но в конце концов музыка помогла и дружбе, и работе.

## Съёмочная группа
| Режиссёр-постановщик | Евгений Ларченко                          |
| Автор сценария       | Б. Лобан                                  |
| Оператор-постановщик | Татьяна Логинова, Ян Топпер               |
| Художник-постановщик | Евгений Ларченко, П. Ларченко             |
| Мультипликатор       | В. Шилобреев, Виктор Довнар, Наталия Лось |
| Композитор           | Евгений Глебов                            |
| Звукооператор        | Сендэр Шухман                             |
| Монтаж               | И. Волкова                                |
| Ассистент режиссёра  | Л. Лукашенко                              |
| Ассистент оператора  | В. Гладкий                                |
| Куклы изготовили     | Павел Гусев, Т. Агафоненко                |
| Редактор             | Олег Белоусов                             |
| Директор             | Ольга Оноприенко                          |